# Championnats d'Europe de cyclisme sur route 2024
Navigation
Championnats d'Europe 2023 Championnats d'Europe 2025
Les Championnats d'Europe de cyclisme sur route 2024 ont lieu du 11 au 15 septembre 2024 dans la province de Limbourg en Belgique.

## Présentation
Le 7 juillet 2022, l'organisation des championnats 2024 est attribuée au Limbourg par l'Union européenne de cyclisme (UEC). Heusden-Zolder et Hasselt sont choisies en tant que villes de départ et d'arrivée.
Les compétitions se déroulent à seulement une semaine des mondiaux, parallèlement aux Grands Prix de Québec et de Montréal, deux courses du World Tour, auxquelles de nombreux coureurs ont donné leur préférence. Comme en 2021 et 2022, la Grande-Bretagne n'a encore une fois pas participé à ces championnats d'Europe, tandis que le France n'a engagé des athlètes que sur les courses en ligne.

## Programme
Le programme est le suivant :
| Date                  | Heure | Épreuve                                       | Distance |
| --------------------- | ----- | --------------------------------------------- | -------- |
| Mercredi 11 septembre | 9h00  | Femmes juniors - contre-la-montre individuel  | 31,1 km  |
| Mercredi 11 septembre | 10h15 | Hommes juniors - contre-la-montre individuel  | 31,1 km  |
| Mercredi 11 septembre | 11h45 | Femmes espoirs - contre-la-montre individuel  | 31,1 km  |
| Mercredi 11 septembre | 13h15 | Hommes espoirs - contre-la-montre individuel  | 31,1 km  |
| Mercredi 11 septembre | 15h00 | Femmes élites - contre-la-montre individuel   | 31,1 km  |
| Mercredi 11 septembre | 16h30 | Hommes élites - contre-la-montre individuel   | 31,1 km  |
| Jeudi 12 septembre    | 11h30 | Juniors - contre-la-montre en relais mixte    | 51.3 km  |
| Jeudi 12 septembre    | 14h20 | Élites - contre-la-montre en relais mixte     | 51.3 km  |
| Vendredi 13 septembre | 9h00  | Femmes espoirs - course en ligne individuelle | 101.0 km |
| Vendredi 13 septembre | 13h30 | Hommes espoirs - course en ligne individuelle | 160.0 km |
| Samedi 14 septembre   | 9h00  | Hommes juniors - course en ligne individuelle | 129.0 km |
| Samedi 14 septembre   | 13h30 | Femmes élites - course en ligne individuelle  | 162.0 km |
| Dimanche 15 septembre | 9h00  | Femmes Juniors - course en ligne individuelle | 72.0 km  |
| Dimanche 15 septembre | 12h30 | Hommes élites - course en ligne individuelle  | 220.9 km |

## Podiums

### Hommes
| Compétitions     | Or                 | Argent           | Bronze          |
| Hommes - élites  |                    |                  |                 |
| Course en ligne  | Tim Merlier        | Olav Kooij       | Madis Mihkels   |
| Contre-la-montre | Edoardo Affini     | Stefan Küng      | Mattia Cattaneo |
| Hommes - Espoirs |                    |                  |                 |
| Course en ligne  | Huub Artz          | Niklas Behrens   | Léandre Lozouet |
| Contre-la-montre | Alec Segaert       | Jakob Söderqvist | Wessel Mouris   |
| Hommes - Juniors |                    |                  |                 |
| Course en ligne  | Felix Ørn-Kristoff | Héctor Álvarez   | Paul Seixas     |
| Contre-la-montre | Michiel Mouris     | Jasper Schoofs   | Paul Fietzke    |

### Femmes

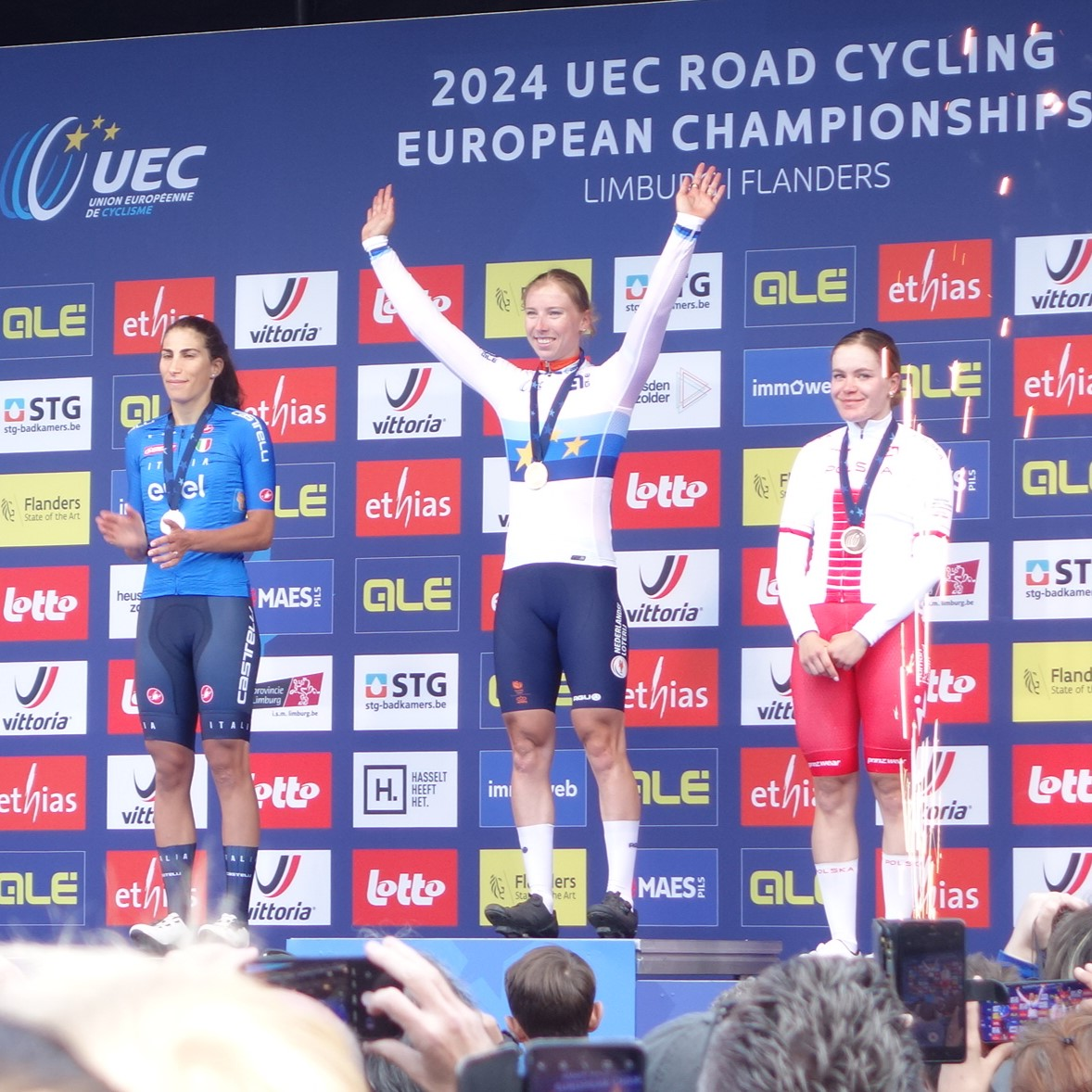
Podium course en ligne femmes élites

| Compétitions     | Or                | Argent              | Bronze                  |
| Femmes - élites  |                   |                     |                         |
| Course en ligne  | Lorena Wiebes     | Elisa Balsamo       | Daria Pikulik           |
| Contre-la-montre | Lotte Kopecky     | Ellen van Dijk      | Christina Schweinberger |
| Femmes - Espoirs |                   |                     |                         |
| Course en ligne  | Sofie van Rooijen | Scarlett Souren     | Eleonora Gasparrini     |
| Contre-la-montre | Anniina Ahtosalo  | Antonia Niedermaier | Marie Schreiber         |
| Femmes - Juniors |                   |                     |                         |
| Course en ligne  | Puck Langenbarg   | Messane Bräutigam   | Štěpánka Dubcová        |
| Contre-la-montre | Paula Ostiz       | Fee Knaven          | Viktória Chladoňová     |

### Mixte
| Compétitions                       | Or                                                                                                | Argent                                                                                             | Bronze |
| Contre-la-montre en relais élites  | Italie Edoardo Affini Mattia Cattaneo Mirco Maestri Elena Cecchini Vittoria Guazzini Gaia Masetti | Allemagne Nils Politt Jannik Steimle Max Walscheid Lisa Klein Franziska Koch Mieke Kröger          | Belgique Edward Theuns Noah Vandenbranden Victor Vercouillie Alana Castrique Marion Norbert-Riberolle Jesse Vandenbulcke |
| Contre-la-montre en relais juniors | Pays-Bas Jente Koops Michiel Mouris Roos Müller Joeri Schaper Gijs Schoonvelde Sara Sonnemans     | Allemagne Messane Bräutigam Paul Fietzke Ian Kings Magdalena Leis Joelle Messemer Paul-Felix Petry | Norvège Kamilla Aasebø Marius Innhaug Dahl Andreas Flaatten Mia Gjertsen Matilde Skjelde Felix Ørn-Kristoff              |

## Classements

### Élite hommes
| Pos                        | Cycliste              | Pays       |    | Temps          |
| -------------------------- | --------------------- | ---------- | -- | -------------- |
|                            | Tim Merlier           | Belgique   | en | 4 h 37 min 9 s |
| Médaille d'argent, Europe  | Olav Kooij            | Pays-Bas   | +  | 0 s            |
| Médaille de bronze, Europe | Madis Mihkels         | Estonie    | +  | 0 s            |
| 4                          | Jasper Philipsen      | Belgique   | +  | 0 s            |
| 5                          | Alexander Kristoff    | Norvège    | +  | 0 s            |
| 6                          | Mads Pedersen         | Danemark   | +  | 0 s            |
| 7                          | Pavel Bittner         | Tchéquie   | +  | 0 s            |
| 8                          | Stanisław Aniołkowski | Pologne    | +  | 0 s            |
| 9                          | Christophe Laporte    | France     | +  | 0 s            |
| 10                         | Alex Kirsch           | Luxembourg | +  | 0 s            |

| Pos                        | Cycliste           | Pays      |    | Temps       |
| -------------------------- | ------------------ | --------- | -- | ----------- |
|                            | Edoardo Affini     | Italie    | en | 35 min 15 s |
| Médaille d'argent, Europe  | Stefan Küng        | Suisse    | +  | 10 s        |
| Médaille de bronze, Europe | Mattia Cattaneo    | Italie    | +  | 20 s        |
| 4                          | Daan Hoole         | Pays-Bas  | +  | 27 s        |
| 5                          | Thymen Arensman    | Pays-Bas  | +  | 54 s        |
| 6                          | Victor Campenaerts | Belgique  | +  | 56 s        |
| 7                          | Nils Politt        | Allemagne | +  | 1 min 1 s   |
| 8                          | Kasper Asgreen     | Danemark  | +  | 1 min 7 s   |
| 9                          | Søren Wærenskjold  | Norvège   | +  | 1 min 10 s  |
| 10                         | Max Walscheid      | Allemagne | +  | 1 min 13 s  |

### Élite femmes
| Pos                        | Cycliste              | Pays       |    | Temps           |
| -------------------------- | --------------------- | ---------- | -- | --------------- |
|                            | Lorena Wiebes         | Pays-Bas   | en | 3 h 56 min 34 s |
| Médaille d'argent, Europe  | Elisa Balsamo         | Italie     | +  | 0 s             |
| Médaille de bronze, Europe | Daria Pikulik         | Pologne    | +  | 0 s             |
| 4                          | Clara Copponi         | France     | +  | 0 s             |
| 5                          | Ingvild Gåskjenn      | Norvège    | +  | 0 s             |
| 6                          | Kathrin Schweinberger | Autriche   | +  | 0 s             |
| 7                          | Emma Norsgaard        | Danemark   | +  | 0 s             |
| 8                          | Blanka Vas            | Hongrie    | +  | 0 s             |
| 9                          | Rasa Leleivytė        | Lituanie   | +  | 0 s             |
| 10                         | Christine Majerus     | Luxembourg | +  | 0 s             |

| Pos                        | Cycliste                | Pays      |    | Temps      |
| -------------------------- | ----------------------- | --------- | -- | ---------- |
|                            | Lotte Kopecky           | Belgique  | en | 39 min 0 s |
| Médaille d'argent, Europe  | Ellen van Dijk          | Pays-Bas  | +  | 44 s       |
| Médaille de bronze, Europe | Christina Schweinberger | Autriche  | +  | 1 min 3 s  |
| 4                          | Riejanne Markus         | Pays-Bas  | +  | 1 min 5 s  |
| 5                          | Vittoria Guazzini       | Italie    | +  | 1 min 9 s  |
| 6                          | Katrine Aalerud         | Norvège   | +  | 1 min 25 s |
| 7                          | Mieke Kröger            | Allemagne | +  | 1 min 49 s |
| 8                          | Eugenia Bujak           | Slovénie  | +  | 1 min 52 s |
| 9                          | Rebecca Koerner         | Danemark  | +  | 2 min 9 s  |
| 10                         | Anna Kiesenhofer        | Autriche  | +  | 2 min 11 s |

### Espoirs hommes
| Pos                        | Cycliste               | Pays       |    | Temps           |
| -------------------------- | ---------------------- | ---------- | -- | --------------- |
|                            | Huub Artz              | Pays-Bas   | en | 3 h 22 min 33 s |
| Médaille d'argent, Europe  | Niklas Behrens         | Allemagne  | +  | 0 s             |
| Médaille de bronze, Europe | Léandre Lozouet        | France     | +  | 10 s            |
| 4                          | Mats Wenzel            | Luxembourg | +  | 32 s            |
| 5                          | Fabian Weiss           | Suisse     | +  | 34 s            |
| 6                          | Rasmus Søjberg         | Danemark   | +  | 1 min 53 s      |
| 7                          | Tibor Del Grosso       | Pays-Bas   | +  | 1 min 53 s      |
| 8                          | Pierre Gautherat       | France     | +  | 1 min 53 s      |
| 9                          | Steffen De Schuyteneer | Belgique   | +  | 2 min 2 s       |
| 10                         | Matyáš Kopecký         | Tchéquie   | +  | 2 min 15 s      |

| Pos                        | Cycliste                | Pays      |    | Temps      |
| -------------------------- | ----------------------- | --------- | -- | ---------- |
|                            | Alec Segaert            | Belgique  | en | 35 min 6 s |
| Médaille d'argent, Europe  | Jakob Söderqvist        | Suède     | +  | 31 s       |
| Médaille de bronze, Europe | Wessel Mouris           | Pays-Bas  | +  | 34 s       |
| 4                          | Robin Orins             | Belgique  | +  | 57 s       |
| 5                          | Fabian Weiss            | Suisse    | +  | 1 min 19 s |
| 6                          | Aivaras Mikutis         | Lituanie  | +  | 1 min 28 s |
| 7                          | Andrea Raccagni Noviero | Italie    | +  | 1 min 35 s |
| 8                          | Niklas Behrens          | Allemagne | +  | 1 min 41 s |
| 9                          | Nicolas Milesi          | Italie    | +  | 1 min 51 s |
| 10                         | Mateusz Gajdulewicz     | Pologne   | +  | 1 min 55 s |

### Espoirs femmes
| Pos                        | Cycliste            | Pays     |    | Temps           |
| -------------------------- | ------------------- | -------- | -- | --------------- |
|                            | Sofie van Rooijen   | Pays-Bas | en | 2 h 26 min 21 s |
| Médaille d'argent, Europe  | Scarlett Souren     | Pays-Bas | +  | 0 s             |
| Médaille de bronze, Europe | Eleonora Gasparrini | Italie   | +  | 0 s             |
| 4                          | Dorka Jordán        | Hongrie  | +  | 0 s             |
| 5                          | Nora Tveit          | Norvège  | +  | 0 s             |
| 6                          | Lucia Ruiz Pérez    | Espagne  | +  | 0 s             |
| 7                          | Nika Bobnar         | Slovénie | +  | 0 s             |
| 8                          | Laura Ruiz Pérez    | Espagne  | +  | 0 s             |
| 9                          | Maja Tracka         | Pologne  | +  | 0 s             |
| 10                         | Olga Wankiewicz     | Pologne  | +  | 0 s             |

| Pos                        | Cycliste             | Pays       |    | Temps       |
| -------------------------- | -------------------- | ---------- | -- | ----------- |
|                            | Anniina Ahtosalo     | Finlande   | en | 40 min 54 s |
| Médaille d'argent, Europe  | Antonia Niedermaier  | Allemagne  | +  | 29 s        |
| Médaille de bronze, Europe | Marie Schreiber      | Luxembourg | +  | 32 s        |
| 4                          | Jasmin Liechti       | Suisse     | +  | 35 s        |
| 5                          | Stina Kagevi         | Suède      | +  | 38 s        |
| 6                          | Nienke Vinke         | Pays-Bas   | +  | 38 s        |
| 7                          | Tabea Huys           | Autriche   | +  | 43 s        |
| 8                          | Febe Jooris          | Belgique   | +  | 44 s        |
| 9                          | Marthe Goossens      | Belgique   | +  | 53 s        |
| 10                         | Laura Lizette Sander | Estonie    | +  | 59 s        |

### Juniors hommes
| Pos                        | Cycliste             | Pays     |    | Temps           |
| -------------------------- | -------------------- | -------- | -- | --------------- |
|                            | Felix Ørn-Kristoff   | Norvège  | en | 2 h 40 min 40 s |
| Médaille d'argent, Europe  | Héctor Álvarez       | Espagne  | +  | 0 s             |
| Médaille de bronze, Europe | Paul Seixas          | France   | +  | 0 s             |
| 4                          | Matijs Van Strijthem | Belgique | +  | 15 s            |
| 5                          | Nio Vandevorst       | Belgique | +  | 15 s            |
| 6                          | Dawid Lewandowski    | Pologne  | +  | 15 s            |
| 7                          | Bastian Petrič       | Slovénie | +  | 15 s            |
| 8                          | Ludovico Mellano     | Italie   | +  | 15 s            |
| 9                          | Joeri Schaper        | Pays-Bas | +  | 15 s            |
| 10                         | Ko Molenaar          | Pays-Bas | +  | 17 s            |

| Pos                        | Cycliste              | Pays      |    | Temps      |
| -------------------------- | --------------------- | --------- | -- | ---------- |
|                            | Michiel Mouris        | Pays-Bas  | en | 37 min 8 s |
| Médaille d'argent, Europe  | Jasper Schoofs        | Belgique  | +  | 7 s        |
| Médaille de bronze, Europe | Paul Fietzke          | Allemagne | +  | 24 s       |
| 4                          | Pavel Šumpík          | Tchéquie  | +  | 27 s       |
| 5                          | Ian Kings             | Allemagne | +  | 35 s       |
| 6                          | Matisse Van Kerckhove | Belgique  | +  | 36 s       |
| 7                          | Lorenzo Finn          | Italie    | +  | 47 s       |
| 8                          | Héctor Álvarez        | Espagne   | +  | 1 min 1 s  |
| 9                          | Felix Ørn-Kristoff    | Norvège   | +  | 1 min 8 s  |
| 10                         | Oliver Mätik          | Estonie   | +  | 1 min 10 s |

### Juniors femmes
| Pos                        | Cycliste          | Pays       |    | Temps           |
| -------------------------- | ----------------- | ---------- | -- | --------------- |
|                            | Puck Langenbarg   | Pays-Bas   | en | 1 h 43 min 15 s |
| Médaille d'argent, Europe  | Messane Bräutigam | Allemagne  | +  | 0 s             |
| Médaille de bronze, Europe | Štěpánka Dubcová  | Tchéquie   | +  | 0 s             |
| 4                          | Célia Gery        | France     | +  | 0 s             |
| 5                          | Daniela Hezinová  | Tchéquie   | +  | 0 s             |
| 6                          | Paula Ostiz       | Espagne    | +  | 0 s             |
| 7                          | Auke De Buysser   | Belgique   | +  | 0 s             |
| 8                          | Gwen Nothum       | Luxembourg | +  | 0 s             |
| 9                          | Mia Gjertsen      | Norvège    | +  | 0 s             |
| 10                         | Lena Lallemang    | Luxembourg | +  | 0 s             |

| Pos                        | Cycliste            | Pays       |    | Temps       |
| -------------------------- | ------------------- | ---------- | -- | ----------- |
|                            | Paula Ostiz         | Espagne    | en | 17 min 52 s |
| Médaille d'argent, Europe  | Fee Knaven          | Pays-Bas   | +  | 1 s         |
| Médaille de bronze, Europe | Viktória Chladoňová | Slovaquie  | +  | 11 s        |
| 4                          | Kamilla Aasebø      | Norvège    | +  | 21 s        |
| 5                          | Megan Arens         | Pays-Bas   | +  | 35 s        |
| 6                          | Gwen Nothum         | Luxembourg | +  | 43 s        |
| 7                          | Nela Kaňkovská      | Tchéquie   | +  | 45 s        |
| 8                          | Luca Vierstraete    | Belgique   | +  | 49 s        |
| 9                          | Messane Bräutigam   | Allemagne  | +  | 54 s        |
| 10                         | Ilken Seynave       | Belgique   | +  | 54 s        |

## Tableau des médailles
| Rang  | Nation     | Or | Argent | Bronze | Total |
| ----- | ---------- | -- | ------ | ------ | ----- |
| 1     | Pays-Bas   | 6  | 4      | 1      | 11    |
| 2     | Belgique   | 3  | 1      | 1      | 5     |
| 3     | Italie     | 2  | 1      | 2      | 5     |
| 4     | Espagne    | 1  | 1      | 0      | 2     |
| 5     | Norvège    | 1  | 0      | 1      | 2     |
| 6     | Finlande   | 1  | 0      | 0      | 1     |
| 7     | Allemagne  | 0  | 5      | 1      | 6     |
| 8     | Suède      | 0  | 1      | 0      | 1     |
| 8     | Suisse     | 0  | 1      | 0      | 1     |
| 10    | France     | 0  | 0      | 2      | 2     |
| 11    | Autriche   | 0  | 0      | 1      | 1     |
| 11    | Estonie    | 0  | 0      | 1      | 1     |
| 11    | Luxembourg | 0  | 0      | 1      | 1     |
| 11    | Pologne    | 0  | 0      | 1      | 1     |
| 11    | Slovaquie  | 0  | 0      | 1      | 1     |
| 11    | Tchéquie   | 0  | 0      | 1      | 1     |
| Total | Total      | 14 | 14     | 14     | 42    |